# Au bout du chemin (téléfilm)

Au bout du chemin est un téléfilm français de Daniel Martineau, diffusé en 1981 sur FR3.

## Synopsis
Jeune comédien en quête de scénario, Julien Dormoy se voit confier le rôle principal d'une dramatique qui devrait lui donner toutes les chances de s'en tirer. Au cours du tournage aux côtés de Claude Jade, Julien Dormoy se lie d'amitié avec une vieille dame solitaire qui, 40 an auparavant, a hébergé le résistant dont il doit relater la vie à l'écran.
Après un premier contact douloureux, l'un et l'autre vont se réfugier dans une sorte de rêve...

## Fiche technique
- Réalisation : Daniel Martineau
- Scénario : Robert Benoît, Daniel Martineau, Henri Marteau, Luce Gaudeau
- Date de diffusion : 7 janvier 1981 sur FR3

## Distribution
- Madeleine Cheminat : Mme Robert
- Robert Benoît : Julien Dormoy, le comédien
- Claude Jade : Claude Jade, la comédienne
- Roland Lesaffre : le facteur
- Marie Marczack : Martine
- Serge Moati : le metteur en scène
- Gérard Darrieu : l'artiste
- Daniel Russo : l'assistant